# Bitcoin

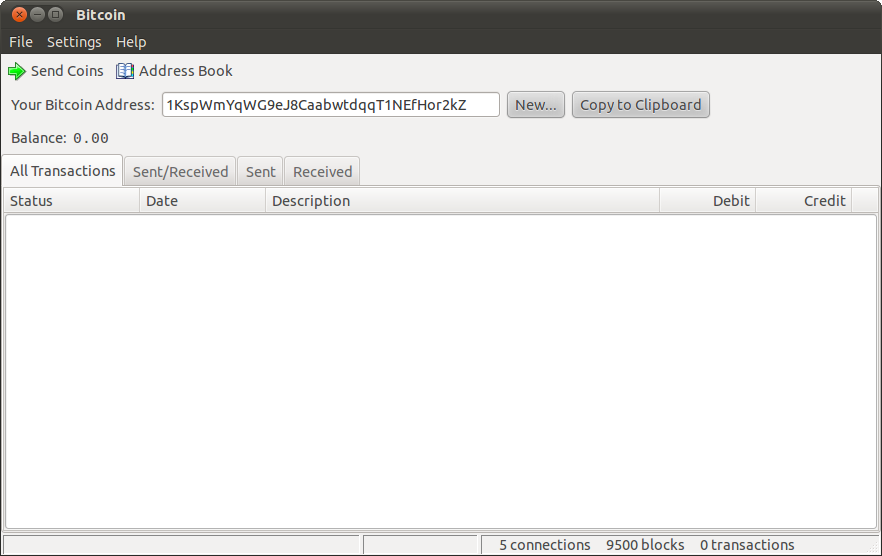
Interfața aplicației Bitcoin

Bitcoin (din limba engleză bit: unitate de informație binară și coin: monedă), este un sistem de plată electronică descentralizat și o monedă digitală (criptomonedă) opensource creată în 2009 de Satoshi Nakamoto. Bitcoin (BTC) a fost creat pentru a asigura protecția investițiilor și finanțarea liberă a afacerilor, fără a face apel la instituții financiare și în afara oricărei constrângeri și reglementări. Numele Bitcoin se referă de asemenea și la programul opensource pentru folosirea acestor monede, cât și la rețeaua peer-to-peer (de la egal la egal) pe care acesta o formează. 
Spre deosebire de majoritatea monedelor, Bitcoin nu se bazează pe încrederea într-un emitent central. Bitcoin folosește o bază de date distribuită peste noduri ale unei rețele de la egal la egal (peer-to-peer) pentru a inventaria tranzacțiile și se folosește de criptografie pentru a furniza funcții de bază pentru securitate cum ar fi asigurarea că bitcoinii nu pot fi cheltuiți decât de cel care îi deține și doar o singură dată. 
Construcția monedei Bitcoin permite deținerea și transferul anonim de valoare. Bitcoinii pot fi salvați pe un computer personal sub forma unui fișier portofel sau pot fi stocați cu un serviciu de portofel al unei terțe părți, iar în ambele cazuri bitcoinii pot fi trimiși prin intermediul internetului oricărei persoane cu o adresă Bitcoin. Topologia de la egal la egal și lipsa unei administrații centrale fac nefezabil ca o autoritate, un guvern, etc. să manipuleze valoarea Bitcoinului sau să introducă inflație prin producerea lor.
Bitcoin este una din primele implementări a conceputului numit „criptomonedă” (cryptocurrency), prima dată descris în 1998 de Wei Dai pe mailing listul Cyperpunk.
Câteva guverne locale și naționale folosesc oficial bitcoin; El Salvador și Republica Centrafricană au adoptat Bitcoin ca mijloc legal de plată, în timp ce Ucraina acceptă donații în bitcoin pentru a finanța rezistența împotriva invaziei ruse.

## Prezentare generală
Bitcoin este o implementare de b-money și Hashcash. Semnul monetar oficial , a fost acceptat în 2015 conform Unicode. Acronimele corespunzătoare utilizate de platformele de schimb, sunt BTC și XBT. Printre simbolurile neoficiale utilizate se numără ฿ și Ƀ.

Lanțul de blocuri Bitcoin

Satoshi este cea mai mică subdiviziune a unui BTC echivalent cu 10-8 BTC (0,00000001 BTC). Alte subdiviziuni sunt microbitcoin (μBTC) echivalent cu 10-6 BTC (0,000001 BTC), milibitcoin sau bitmil (mBTC) echivalent cu 10-3 BTC (0,001 BTC) și de centibicoin sau bitcent (cBTC) echivalent cu 10-2 BTC (0,01 BTC).

### Tehnologie
Sistemul Bitcoin funcționează pe baza unei rețele peer-to-peer și a criptografiei asimetrice. Criptografia asimetrică utilizează o pereche de chei asimetrice (publică și privată). Termenul de „asimetric” provine de la utilizarea de chei diferite pentru a îndeplini două funcții opuse
(criptare și decriptare), fiecare fiind inversul celeilalte. Transferul de sume între conturile publice folosește cheile criptografice publice pentru a confirma tranzacțiile și a preveni dubla-cheltuire.
Cheia publică este utilizată pentru criptarea unui text, care apoi nu poate fi decodificat decât folosind cheia privată corespunzătoare. Criptarea cu cheie publică este folosită în tranzacțiile cu Bitcoin pentru a asigura confidențialitatea.
Cheia privată este utilizată pentru a decripta textul cifrat și pentru a crea o semnătură digitală. Un mesaj creat cu cheia privată a emițătorului poate fi verificat de oricine, prin acces la cheia publică corespunzătoare, astfel asigurându-se autenticitatea mesajului.
Principiile sistemului sunt descrise în referatul din 2008 a lui Satoshi Nakamoto. Bitcoin folosește algoritmul SHA-256, ca protocol de proof-of-work.

### Lanțul de blocuri
Lanțul de blocuri este un registru public comun pe care se bazează întreaga rețea Bitcoin. Toate tranzacțiile confirmate sunt incluse în lanțul de blocuri. În acest fel, portofelele Bitcoin pot calcula soldurile ce pot fi cheltuite și tranzacțiile noi pot fi verificate că implică bitcoini ce într-adevăr sunt deținuți de plătitor. Integritatea și ordinea cronologică a lanțului de blocuri sunt împuternicite de criptografie.

### Adrese

Adrese Bitcoin

Orice persoană care participă la rețeaua bitcoin deține un portofel care conține un număr arbitrar de perechi de chei criptografice. Cheile publice sau adrese bitcoin funcționează ca punctul terminal de primire a tuturor plăților. Adresele nu conțin nicio informație despre deținătorul lor și sunt în general anonime. Adresele în formă care pot fi citite de om sunt șiruri de numere și litere aleatorii lungi de aproximativ 33 de caractere, întotdeauna începând cu cifra 1, de forma 175tWpb8K1S7NmH4Zx6rewF9WQrcZv245W. Utilizatorii bitcoin pot deține multiple adrese, și de fapt pot genera noi adrese fără limite practice, deoarece generarea unei noi adrese necesită relativ puțină putere computațională, echivalentul la a genera o pereche de chei public/private, și nu necesită niciun contact cu vreun nod din rețea. Crearea de adrese de unică folosință ajută la menținerea anonimatului utilizatorului.

### Tranzacții
O tranzacție reprezintă un transfer de valoare între portofele Bitcoin ce este inclus în lanțul de blocuri. Bitcoinii conțin cheia publică a deținătorului actual (adresă). Când un utilizator A transferă o sumă către utilizatorul B, A renunță la proprietatea pe bitcoinii trimiși prin adăugarea cheii publice a utilizatorului B și semnându-i cu propria cheie privată. Acesta difuzează acești bitcoini cu un mesaj potrivit, tranzacția, în rețeaua bitcoin. Restul nodurilor din rețea validează semnăturile criptografice și sumele tranzacției înainte de a o accepta.

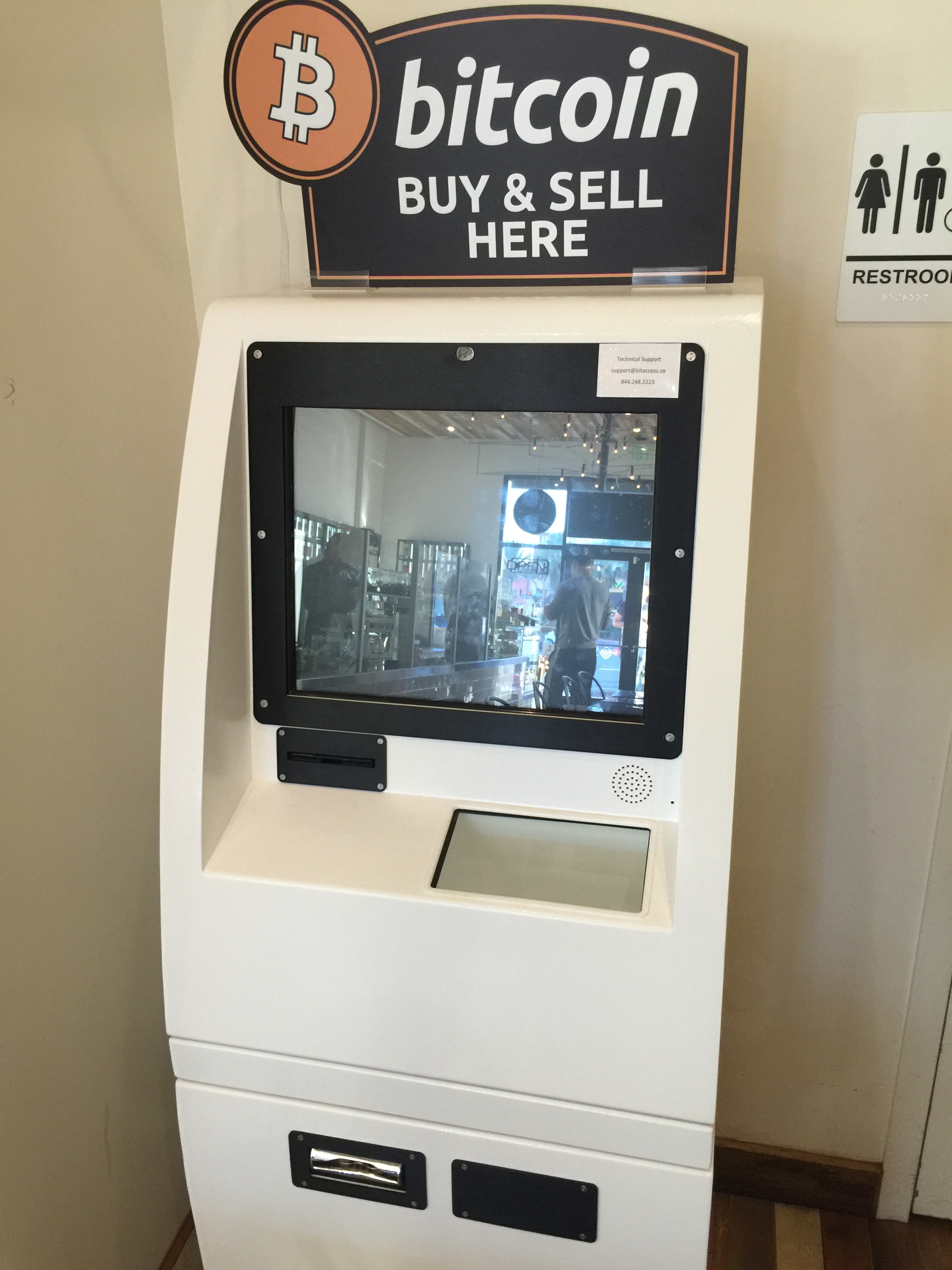
ATM Bitcoin

Tranzacțiile sunt realizate prin intermediul unui „portofel Bitcoin” (Bitcoin wallet), o aplicație sau serviciu care se conectează la rețeaua Bitcoin și permite păstrarea și tranzacționarea monedei cu orice alt utilizator. Portofelele Bitcoin păstrează o parte secretă de date numită cheie privată, ce este folosită pentru a semna tranzacții, oferind o dovadă matematică că provine de la deținătorul portofelului. Semnătura de asemenea previne alterarea tranzacției de către altcineva după ce a fost emisă. Toate tranzacțiile sunt emise între utilizatori și de obicei încep să fie confirmate de către rețea în următoarele 10 minute, printr-un proces numit minerit.

Tranzacții Bitcoin se pot efectua și prin intermediul a diverse site-uri și afaceri care intermediază tranzacțiile. Printre cele mai mari site-uri care intermediază tranzacțiile cu Bitcoin sunt: BitStamp, Bitfinex,  Kraken Arhivat în 25 ianuarie 2017, la Wayback Machine. și bitcoin.de. Un alt site, LocalBitcoins, intermediază tranzacțiile directe între utilizatorii aflați în aceeași localitate sau arie geografică.
ATM-urile pentru tranzacțiile cu Bitcoin sunt similare cu cele folosite în mod curent pentru tranzacțiile bancare, însă, în plus, sunt conectate la Internet și au un cititor electronic pentru actele oficiale ale utilizatorilor, cum ar fi permisul de conducere sau pașaportul, care să confirme identitatea. Aceste ATM-uri permit schimbarea Bitcoin în bani sau depunerea de numerar pentru cumpărarea de monedă digitală prin transferul de pe diferite dispozitive electronice care suportă aceste operațiuni, cum ar fi smartphone-uri.

Conform coinatmradar.com, s-a estimat că există peste 900 ATM-uri care operează în 55 de țări, majoritatea (500+) fiind în S.U.A.

### Procesul de mining
Mineritul este un sistem consensual distribuit folosit pentru a confirma tranzacțiile în așteptare prin includerea lor în lanțul de blocuri. Mineritul impune o ordine cronologică în lanțul de blocuri, protejează neutralitatea rețelei și de asemenea permite diferitelor calculatoare din rețea să cadă de acord asupra condiției sistemului. Pentru a fi confirmate, tranzacțiile trebuie să fie incluse într-un bloc ce respectă reguli criptografice foarte stricte ce vor fi verificate de rețeaua Bitcoin. Aceste reguli previn blocurile anterioare să fie modificate pentru că astfel s-ar invalida toate blocurile următoare. Mineritul de asemenea previne un caz în care un individ poate să adauge cu ușurință blocuri noi în mod consecutiv în lanțul de blocuri. În acest fel, niciun individ nu poate controla ce este inclus în lanțul de blocuri sau să înlocuiască părți din lanțul de blocuri pentru a retrage tranzacțiile proprii.
O parte standard a noilor Bitcoini se adaugă la suma comisioanelor din tranzacții incluse în blocul următor. Suma totală ca recompensă este primită de cel care a adăugat următorul bloc la baza de date a tranzacțiilor. După formarea fiecărui 210.000 de blocuri (aproximativ o dată la 4 ani), mărimea recompensei cu noile Bitcoin este programată să se înjumătățească, adică această valoare este o progresie geometrică în scădere (dimensiunea recompensei este de 50 → 25 → 12,5 →…). Emisia totală de Bitcoin este limitată, deoarece este egală cu suma membrilor unei progresii geometrice în scădere și nu va depăși 21 de milioane. În mai 2014 în circulație erau 12,7 milioane de Bitcoin , în iulie 2021 erau 18,77 milioane de Bitcoin în circulație.
În primele versiuni ale programului-client exista butonul „Generați bitcoini noi ”. Din 2013, mineritul fără procesoare specializate (pe plăci video sau pe procesorul central) a devenit neprofitabil: costul energiei electrice consumate a depășit rezultatul mediu.
În 2017, a apărut serviciu de minerit în cloud folosind puterea închiriată. Întreținerea echipamentelor, configurarea și conexiunea la Internet se efectuează de către compania care furnizează acest serviciu. În cele mai multe cazuri chiriașul poate alege o criptomonedă de minerit și un pool e minerit alăturat.

### Portofele bitcoin
Există mai multe tipuri de portofele bitcoin: pentru desktop, dispozitivele mobile (laptop, tabletă, smartphone, smartwatch), online, pe suport de hârtie și pe suport hardware.

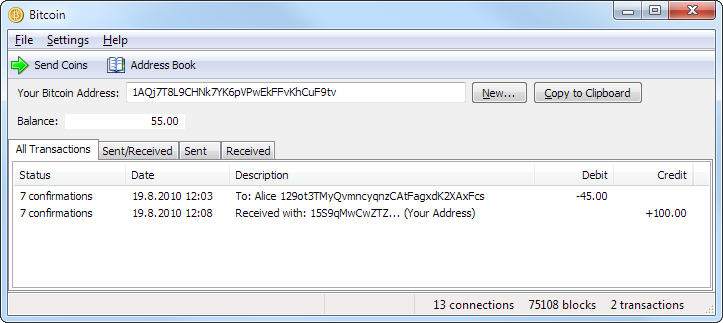
Bitcoin pe Windows 7

### Altcoin
Altcoin este numele criptomonedelor care sunt folosite ca alternative pentru bitcoin. Există în jur de 344 de astfel de criptomonezi care au apărut pentru a concura cu Bitcoin, dintre care numai 34  sunt în valoare de mai mult de un milion de dolari. Cele mai comune altcoin-uri sunt Ethereum, Litecoin, Novacoin, Peercoin, Namecoin. Potrivit CoinMarketCap, altcoins au reprezentat peste 40% din piața totală a criptomonedelor în martie 2021. Marea majoritate a monedelor alternative provin din codul sursă al bitcoin, cunoscute și sub numele de „forks”. Unele sunt implementate de la zero pe baza modelului blockchain, dar fără a utiliza codul sursă al Bitcoin.

Primul altcoin care a apărut ca fork de bitcoin a fost IXCoin în august 2011. IXCoin a modificat câțiva dintre parametrii bitcoin, accelerând în mod specific crearea de monedă prin creșterea recompensei la 96 de monede pe bloc. În septembrie 2011, a fost lansat Tenebrix, prima criptomonedă care a implementat un algoritm alternativ proof-of-work, și anume scrypt. Tenebrix a stat la baza Litecoin, care s-a bucurat de un mare succes și a generat la rândul lui sute de clone.
Pe măsură ce au evoluat, au apărut mai multe categorii distincte:
Pe bază de minerit

Majoritatea folosesc Proof-of-Work (PoW), o metodă în care sistemele generează monede noi, pentru a crea blocuri. Exemple de altcoini bazate pe minerit sunt Litecoin, Monero și Zcash. Majoritatea celor mai importante monede de la începutul anului 2020 au intrat în această categorie. 
Stablecoins

Criptomonede a căror valoare este legată de cea a unui alt instrument (activ), în acest fel garantând stabilitatea. Scopul stablecoin este crearea unei valute digitale mai puțin volatile. Cel mai răspândit stablecoin este Tether care se raportează la cursul USD, astfel o unitate stablecoin este egală cu 1$. Există și stablecoins cu acoperire în criptomonede, sau de mărfuri, cum ar fi argint sau aur, însă acestea nu respectă raportul de acoperire de 1:1, din cauza fluctuațiilor de preț.

Alte exemple de stablecoins sunt USD Coin, Paxos Standard, TrueUSD, Dai, precum și Diem, susținută de Facebook.
Jetoane de securitate

Jetoanele de securitate (security tokens) sunt similare cu valorile mobiliare (titluri financiare) tranzacționate pe piețele de valori, cu excepția faptului că au o proveniență digitală de aceea sunt denumite în mod obișnuit titluri de valoare digitale. Aceste jetoane sunt emise sub formă de jetoane digitale. Jetoanele de securitate seamănă cu acțiunile tradiționale și de multe ori promit capitaluri proprii, sub formă de proprietate (un bun imobiliar, capitaluri proprii sau orice activ în timp real), sau o plată a dividendului deținătorilor. Perspectiva aprecierii prețului pentru astfel de jetoane este o atracție majoră pentru investitori pentru a investi. Jetoanele de securitate sunt oferite investitorilor prin Security Token Offering (STO). 
Jetoane utilitare

Jetoanele utilitare (utility tokens) sunt utilizate pentru a furniza servicii în cadrul unei rețele blockchain. Acestea sunt utilizate pentru achiziționarea de servicii sau pentru valorificarea recompenselor. Multe platforme de schimb criptomonede și-au lansat propriul jeton criptografic pentru ca utilizatorii să reducă taxele de tranzacționare. Spre deosebire de jetoanele de securitate, jetoanele utilitare nu plătesc dividende sau părți cu o miză de proprietate. Jetoanele utilitare sunt oferite investitorilor prin ICO (Initial Coin Offering). Filecoin, care este utilizat pentru a achiziționa spațiu de stocare pe o rețea blockchain, este un exemplu de jeton utilitar. Standardul ERC20 (ethereum) și standardul TRC20 (tron) sunt cele mai preferabile standarde pentru crearea de jetoane utilitare. 
Exemple de jetoane utilitare sunt Siacoin, Civic, Basic Attention Token, Golem.

## Economie
În luna februarie a anului 2014 existau peste 12.000.000 bitcoini. La prețurile curente, valoarea cumulativă a monedelor Bitcoin emise (indicator echivalent cu capitalizarea de piață) depășește 7 miliarde USD.
Din ce în ce mai multe firme încep să accepte această criptomonedă ca mijloc de plată, în schimbul de bunuri și servicii. La nivel global, în anul 2015, numărul de comercianți care acceptă Bitcoin a depășit 100 000.

Printre servicii se numără comerț electronic, hoteluri și proprietăți, baruri și restaurante, servicii web/tech, site-uri de jocuri de noroc și pariuri sportive, publicitate etc.
Mulți dintre aceștia reprezintă site-uri online, dar un număr mare de magazine fizice acceptă în prezent această criptomonedă.
Printre marile companii  care acceptă plăți în Bitcoin se numără Microsoft,Dell, Newegg, Virgin Galactic, Overstock, Showroomprive, TigerDirect, BTCTrip.
Economia Bitcoin este încă mică în relație cu economiile stabilite cu mult timp în urmă iar programul este încă în stadiul beta de dezvoltare. Dar bunuri reale și servicii, cum ar fi mașini uzate și contracte pentru dezvoltare de software independent sunt acum tranzacționate. Bitcoinii sunt acceptați atât pentru servicii online cât și pentru bunuri tangibile. Fundația pentru Software Liber și Singularity Institute, Electronic Frontier Foundation, Greenpeace, Mozilla Foundation,  Wikimedia, Universitatea din Nicosia, acceptă donații în Bitcoin. Comercianții schimbă diverse monede cum ar fi Dolari Americani (USD), Ruble Rusești (RUB) și Yeni Japonezi (JPY), etc. pe Bitcoini dar și invers. Aceste tranzacții au loc prin intermediul siturilor de schimb. Oricine poate vedea lanțul de blocuri și să observe tranzacțiile în timp real. Diferite servicii facilitează asemenea monitorizări.

### Diferențe monetare

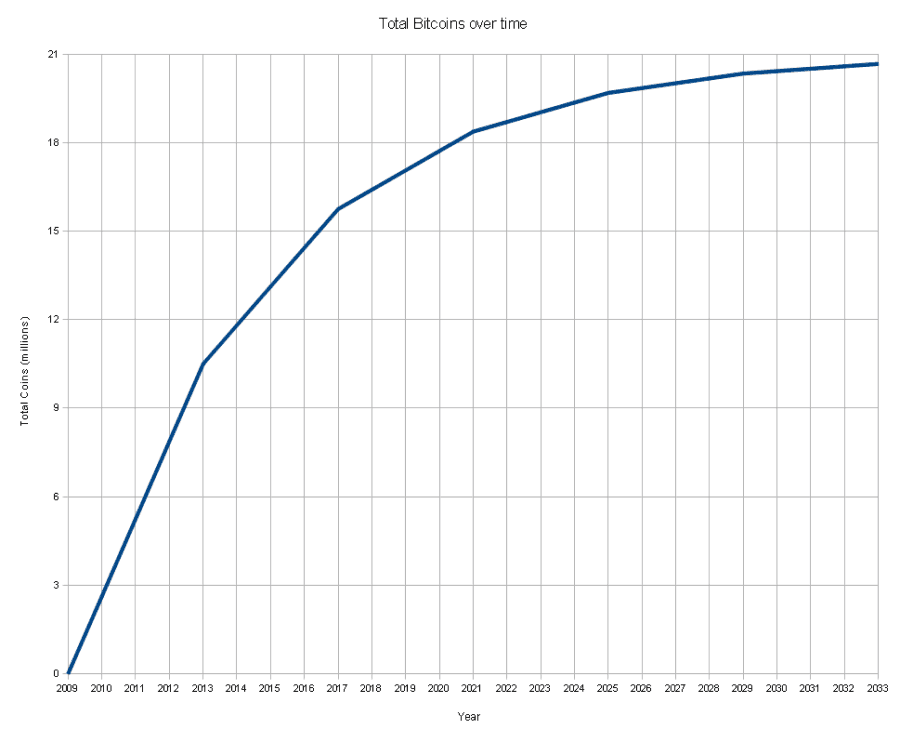
Total Bitcoin supply over time.

În comparație cu monedele convenționale, Bitcoin diferă prin faptul că nu există niciun supraveghetor care să poată controla valoarea, datorită naturii lor descentralizate, atenuând posibile instabilități cauzate de bănci centrale. Inflația este limitată și controlată, programată în programul Bitcoin, dar este predictibilă și cunoscută tuturor părților încă de la început. Așadar inflația nu poate fi manipulată central ca să afecteze redistribuirea de valoare de la utilizatorii obișnuiți. În loc de stimulentul creării de noi bitcoini pentru a înregistra tranzacțiile în blocuri, nodurile din această perioadă se așteaptă să depindă de abilitatea lor de a concura liber în colectarea taxelor de procesare a tranzacțiilor.
Transferurile sunt facilitate direct fără ajutorul unui procesor de plăți între noduri. Acest tip de tranzacții fac imposibilă anularea tranzacției. Clientul Bitcoin transmite tranzacția nodurilor apropiate care la rândul lor propagă tranzacția în rețea. Tranzacțiile corupte sau invalide sunt respinse de nodurile oneste. Tranzacțiile sunt gratuite dar o taxă ar putea fi plătită altor noduri pentru a prioritiza procesarea tranzacției.
Numărul total de bitcoini tinde spre 21 de milioane în timp. Masa monetară crește ca serii geometrice la fiecare 21,000 de blocuri (aproximativ la 4 ani); până în 2013 jumătate din masa monetară totală va fi generată, iar până în 2017, 3/4 va fi generată. În timp ce se apropie de acest număr valoarea bitcoin va simți o perioadă de deflație a prețurilor (creștere a valorii bitcoin) datorită lipsei de noi introduceri de masă monetară. Bitcoinii sunt totuși divizibil la 8 decimale (permițând 2.1*1015 unități totale), eliminând limitațiile practice de ajustare a prețului în jos într-un mediu deflaționist. În loc de a depinde de stimulentul creării de noi bitcoini pentru a înregistra tranzacțiile în blocuri, nodurile din aceasta perioadă este așteptat să depindă de abilitatea lor de a concura în colectarea taxelor pentru procesarea tranzacțiilor.

### Rezultat
Scenarii presupuse de eșec a monedei bitcoin includ o devalorizare a monedei, un număr în scădere de utilizatori sau o represiune a guvernului mondial asupra programului. Succesiunea la un alt sistem de monedă criptologică este de asemenea posibilă, dacă o nouă monedă ar fi creată și va fi considerată mai legitimă (spre exemplu să fie susținută de o mare companie de tehnologie sau instituție). S-ar putea să nu fie posibil ca toate monezile criptologice ca bitcoin să fie interzise.
Descentralizarea și anonimitatea întruchipate de bitcoin apar a fi o reacție la persecuția guvernului S.U.A. a monedelor digitale ca e-gold și Liberty Dollar. Într-un articol de investigație din Irish Times Danny O'Brien raportează „Când arăt oamenilor acestă economie bitcoin, ei întreabă: «Este legal? Este aceasta o înșelătorie?» Îmi imaginez că există avocați și economiști care se zbat să răspundă acestor întrebări. Cred că în curând veți putea adăuga și politicienii acestei liste”. 
O serie de state americane in frunte cu Delware si Arizona sa pregatesc sa faca acelasi lucru. Japonia a recunoscut Bitcoin-ul ca activ (contabilitate) și se pot face anumite plăți, astfel că există peste 20.000 de businessuri care acceptă plăți în Bitcoin. Mai mult decât atât, începând cu aprilie 2018, există companii care au propus angajaților să fie plătiți în Bitcoin, guvernul oferindu-le oportunitatea de a utiliza în statele de plată termenul de bitcoin.

### Ca investiție
Gemenii Winklevoss au achiziționat bitcoin. În 2013, The Washington Post a raportat o afirmație că dețineau 1% din toți bitcoinii existenți la acea vreme.
Alte metode de investiție sunt fondurile bitcoin. Primul fond reglementat de bitcoin a fost înființat în Jersey în iulie 2014 și aprobat de Comisia pentru Servicii Financiare din Jersey.
Forbes a numit bitcoin cea mai bună investiție din 2013. În 2014, Bloomberg a numit bitcoin una dintre cele mai proaste investiții ale anului. În 2015, bitcoin a ocupat primul loc în tabelele valutare ale Bloomberg.
Potrivit bitinfocharts.com, în 2017, existau 9.272 de portofele bitcoin cu bitcoini în valoare de peste 1 milion USD. Numărul exact de milionari bitcoin este incert, deoarece o singură persoană poate avea mai mult de un portofel bitcoin.
În august 2020, MicroStrategy a investit în Bitcoin
În mai 2021, cota de piață a Bitcoin pe burse a scăzut de la 70% la 45%, deoarece investitorii au urmărit altcoins.

### Evoluția prețului Bitcoin în raport cu dolarul american

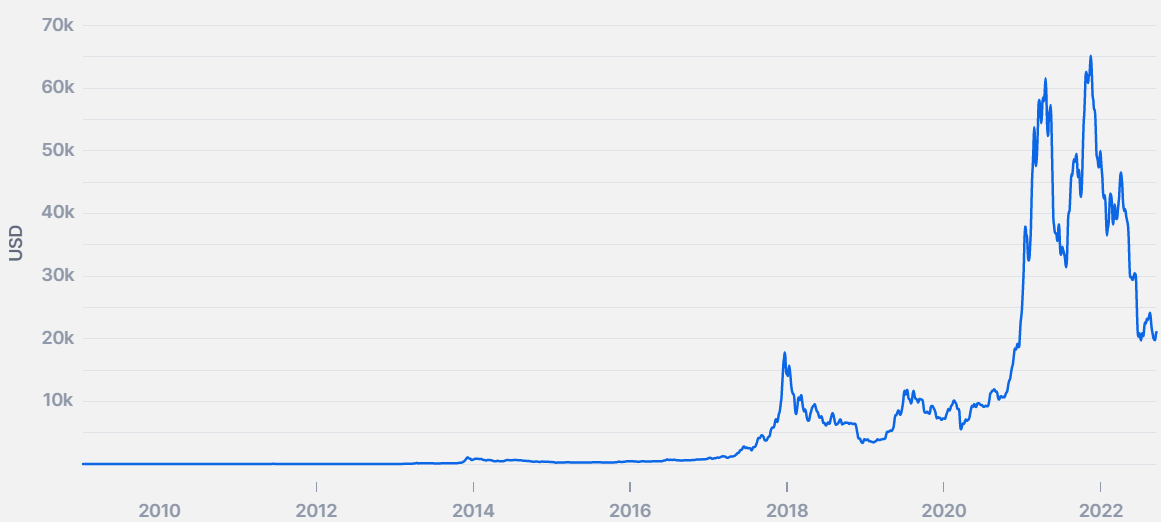
Evoluția ratei de schimb al bitcoin-ului în raport cu dolarul american din ianuarie 2009, în baza datelor furnizate de blockchain.info

De la primele tranzacții din 2009, Bitcoin a avut o evoluție relativ stabilă până în 2011, cursul de schimb în raport cu dolarul american crescând de la 0,30$ pentru un Bitcoin(BTC), până la aproximativ 17$. La începutul anului 2011, o serie de probleme ale entităților care efectuau tranzacții în dolari au condus la scăderea rapidă a cursului la valoarea de 5$/BTC. Anii 2011 și 2012 au fost perioade de consolidare, cursul variind destul de puțin și ajungând la aproximativ 14$/BTC.
În 2013, prețul unui Bitcoin a explodat de la 14$/BTC în ianuarie la un maxim istoric de peste 1000 dolari în perioada noiembrie – decembrie 2013. Un rol important în această ascensiune l-a avut criza economică din Cipru care a condus la blocarea conturilor deponenților din mai multe bănci. Un alt factor de creștere a fost reprezentat de investițiile masive în infrastructură și implicarea unor investitori de pe Wall Street, printre cei mai celebrii fiind gemenii Winklevoss. Dacă până în 2013 rețeaua Bitcoin era dominată de mici „producători” de monedă, implicarea unor companii și investitori a dus procesul de „minerit” în aria profesională, echipamente din ce în ce mai puternice fiind conectate la rețea.
Creșterea spectaculoasă a cursului de schimb în raport cu dolarul a atras atenția autorităților, în multe state moneda Bitcoin nefiind recunoscută drept mijloc legal de plată. În luna decembrie, anunțul Băncii Centrale a Chinei privind interzicerea tranzacțiilor în Bitcoin a marcat începutul declinului Bitcoin. Cursul de schimb a scăzut constant și a ajuns în câteva luni între 550 și 650$/BTC. La sfârșitul lunii martie 2014, guvernul chinez a interzis băncilor și procesatorilor de plăți să mai tranzacționeze Bitcoin, prețul în raport cu dolarul american scăzând până la aproximativ 400 USD/BTC.
Pe fundalul cresterii ratei dobanzilor, Bitcoin s-a prabusit luni 09.05.2022 la aproximativ 31.050 USD, mai puțin de jumătate din maximul său istoric de 68.990 USD din noiembrie 2021.

## Critici
Există argumente pentru a susține ideea că Bitcoin este un uriaș experiment de încredere, „pump and dump”, sau mai rău, un Joc piramidal.
Nenumărate scandaluri au avut loc de-a lungul timpului, de la falimentul celei mai mari case de schimb (Mt. Gox) până la furtul a 120.000 Bitcoins distrugând mitul siguranței și transparenței.
Datorită costurilor și necesității unor capacități de „hardware” ce cresc exponențial, un număr restrâns de „mineri” controlează un număr însemnat din tranzacțiile efectuate în cadrul rețelei Bitcoin.
De când a fost creat și până în 2017, rezultatul a fost o centralizare din ce în ce mai mare, ajungând-se ca, cei mai mari „mineri” să controleze 75% din rețea iar primii doi peste 50%, distrugând pentru moment mitul sustenabilității/descentralizării. În 2018 nu s-a produs o schimbare, ba mai mult se întărește centralizarea.
Mitul anonimatului și siguranței că nu pot fi confiscate monezile bitcoin a fost "demolat" încă dela începuturi, spre exemplu Ross Ulbricht, „creatorul” site-ului Silk Road, a fost condamnat la 6 ani pentru trafic de droguri, ba mai mult i-au fost confiscate 144.336 bitocoins. Tranzacțiile în crypto-monezi nu sunt anonime iar acestea (crypto-monezile) pot fi confiscate cu ordin judecătoresc.
Mitul folosirii în tranzacții. Datorită volatilității uriașe (ex. scade/crește cu sute/mii USD în 24h) și conceptului „Legal Tender” ( Mijloc legal de plată ), unde juridic sunt recunoscute/validate plata obligațiilor financiare și a datoriilor numai în moneda emisă de banca centrală, crytpo-monezile nu pot fi folosite pe scară largă în tranzacții, mai ales în micro-tranzacții sub 20 USD. În Japonia Bitcoin nu este "Legal Tender" ci numai au fost puse bazele reglementării „tranzacțiilor” în crypto-monezi unde Bitcoin este considerat un activ (contabilitate) cu care se pot face anumite plăți.
Ca orice altă crypto-monedă, Bitcoin poate fi multiplicat/concurat de sute, mii, zeci de mii de alte monezi. În prezent sunt peste 1600 crypto-monezi.
Bitcoin încearcă să imite aurul. Spre deosebire de un cod binar ce există pe un hard-disk, aurul este un metal cu o valoare intrinsecă, universal acceptat și folosit în tranzacții de mii de ani, anonim, ce nu poate fi creat din nimic (precum moneda fiduciară) și devalorizat de o instituție a planificării economice centralizate (banca centrală).
Viitorul băncilor poate fi incert odată cu creșterea criptomonedelor, deoarece oamenii ar putea să nu mai aibă nevoie de servicii bancare tradiționale din cauza existenței alternativelor. Cu toate acestea, băncile se pot adapta în continuare peisajului financiar în schimbare, oferind noi servicii financiare care sunt legate de cripto. În plus, este probabil să apară o nouă industrie pentru custodia în siguranță a criptomonedelor, care va modela contururile unui sistem bancar bazat pe Bitcoin în viitor. Băncile susținute de Bitcoin pot oferi, de asemenea, o soluție la problema monedei naționalizate, deoarece pot funcționa diferit una de cealaltă, cu politici diferite, rate ale dobânzii și niveluri de susținere a Bitcoin. În general, deși viitorul băncilor tradiționale poate fi incert odată cu creșterea criptomonedelor, băncile se pot adapta în continuare peisajului financiar în schimbare, oferind noi servicii financiare legate de criptomonede. În plus, poate apărea o nouă industrie pentru custodia în siguranță a criptomonedelor, care poate modela viitorul unui sistem bancar bazat pe Bitcoin. Băncile susținute de Bitcoin pot oferi, de asemenea, o soluție la problema monedei naționalizate, oferind mai multă flexibilitate și opțiuni pentru consumatori. 
Producția de dioxid de carbon a minerilor de Bitcoin o depășește pe cea a Noii Zeelande.

## Bitcoin faucet
Bitcoin faucet (engleză: robinet de bitcoin) sunt site-uri  care oferă recompense utilizatorilor sub forma unor mici fracțiuni de bitcoin. Aceste recompense se dau la anumite intervale de timp în mod gratuit. Primul site, Bitcoin Faucet, a fost operat de Gavin Andresen în 2010.  Faucet-urile există pentru mai multe tipuri de criptomonedă, nu doar pentru bitcoin.

Faucet-urile bitcoin sunt ca niște robinete care picură unități de criptomonedă în loc de apă. Utilizatorii trebuie să aștepte o perioadă de timp înainte să poată să adune monedele acumulate.

Pentru acumularea acestor fracțiuni de criptomonedă, este necesară o adresă de portofel bitcoin. Recompensa este creditată imediat sau sub forma unei plăți săptămânale către portofel. Faucet-urile au un interval minim de timp între cererile de recompense din partea fiecărui vizitator. Durata acestuia variază între 5 minute și 24 de ore, funcție de fiecare faucet.